# Jacek Susuł
Jacek Susuł (ur. 3 września 1930 w Krakowie, zm. 7 stycznia 1987 w Krakowie) – polski dziennikarz, związany z Tygodnikiem Powszechnym, gdzie przez trzydzieści lat prowadził pod pseudonimem Bibliofil rubrykę Chodząc po księgarniach.

## Życiorys
Był synem Jana i Stanisławy, z d. Gunia. W 1949 ukończył Gimnazjum im. Bartłomieja Nowodworskiego w Krakowie i w tym samym roku rozpoczął studia polonistyczne na Uniwersytecie Jagiellońskim. W 1954 obronił pracę magisterską Edmund Wasilewski. Szkic biograficzny, napisaną pod kierunkiem Juliusza Kleinera. W tym samym roku rozpoczął współpracę z Tygodnikiem Powszechnym, wydawanym wówczas przez Stowarzyszenie „Pax”, w styczniu 1955 został członkiem redakcji tego pisma, współpracował także z pismem Kierunki.
Od lipca 1956 do lutego 1958 pracował jako edytor w krakowskim oddziale Wydawnictwa Ossolineum, od stycznia 1957 współpracował z Tygodnikiem Powszechnym, od numeru 4. z tego roku aż do śmierci prowadził rubrykę Chodząc po księgarniach, od numeru 7. pod pseudonimem Bibliofil. Od marca 1958 do śmierci był członkiem redakcji "TP". W latach 70. opublikował na łamach "TP" popularny cykl rozmów z polskimi biskupami.
Jego żoną była Anna Miodońska-Susułowa (1932-1989).